# Мерверруд
Мерверру́д (перс. مروالرود‎, مرورود, араб. مرو الروذ‎) — крупный средневековый город, располагавшийся в Хорасане, неподалёку от Мерва.

## Название и этимология
В русскоязычных источниках распространено несколько вариантов названия Мерверруда: Мерв-ар-руд, Марваруз, Марв ар-Руд, Марв ар-Руз, Марварруд. Слово руд (رود) по-персидски означает «река», то есть название города переводится как «Мервская река». Помимо основного названия в Средние века город также называли Руз-и Мару (روذ مرو, Худуд аль-алам) или Мерв-е Кучек — «Маленький Мерв».

## Расположение
Мерверруд был расположен на правом берегу реки Мургаб, которая называлась так же — Марв ар-Руз, на 5—6 ступеней выше по реке от древнего города Мерв (который называли Мерв-Шахиджан), там, где Мургаб покидает горный регион Гарчистан. Ныне это описание соответствует руинам (35°35′ с. ш. 63°20′ в. д.) в современном афганском городе Баламургаб (советские исследователи считали такой вывод ошибочным), которые были описаны Чарльзом Эдвардом Йейтом в Northern Afghanistan or letters from Afghan Boundary Commission. В. А. Жуковский и Г. Роулинсон отождествляли Мерверруд с современным селением Меручак (Маричак, Мурчак), расположенным в 20 км к северу от Баламургаба (вероятные координаты останков крепости: 35°48′56″ с. ш. 63°07′41″ в. д.). На этот счёт существуют и другие предположения.

## История
В доисламские времена местность называлась Марвирот (Marvirót). Основание города связывают с сасанидским шахиншахом Бахрам Гуром. Город перешёл под власть Халифата в ходе Арабских завоеваний в 652 году (32 год по хиджре), когда наместник города Бадам перешёл под покровительство арабов. В ранний аббасидский период, в 777 году (160 год по хиджре), когда наместниками были Хумайд ибн Хатаба и Абд аль-Малик ибн Йазид, города Мерверруд, Талакан и Гузган перешли под власть хариджита Юсуфа аль-Барма ас-Сакафи.
Ибн Хордадбех, который привёл данные о размерах хараджа в Хорасане в 826—827 годах, ставил Мерверруд на шестое место по этому показателю, после Нишапура, Мерва, Нисы, Туса и Абиварда. Мерверруд в этот период имел большее значение, чем города Балх, Кабул, Амуль и Хорезм.
Географы X века описывали Мерверруд и зависимые от него селения Диза и Каср-и-Ахнаф как процветающий сельскохозяйственный регион. Соборная мечеть города была построена на деревянных колоннах и располагалась в центре крытого базара. По сведениям аль-Мукаддаси, к концу X века город был под властью местных правителей из Гарчистана (ширы), а говор жителей Мерверруда был схож с языком горных жителей Гарчистана.
Город продолжал процветать во времена Сельджукидов. Мелик-шах построил укрепления в городе Пандждих неподалёку, Санджар возвёл вокруг Мерверруда стену длиной 5 тыс. шагов. Позднее этот регион стал полем битвы между Гуридами и Хорезмшахами. Ключевая битва между соперничавшими за господство в Хорасане Гияс ад-Дином Мухаммадом и Султан-шахом состоялась неподалёку от Мерверруда. Город избежал опустошения во время Монгольского нашествия, но уже в эпоху Тимуридов пребывал в разрушенном состоянии.
В 2016 году стало известно, что талибы с помощью взрывчатки разрушили древнюю крепость в Меручаке, который отождествляется с Мерверрудом.

## Известные выходцы
Мерверруд является родиной семейства астрономов аль-Марварруди: Халида, Мухаммада и Умара. Также под нисбой Марварруди были известны ещё несколько человек.